# Folgoso (Abegondo)
Folgoso (llamada oficialmente Santa Dorotea de Folgoso) es una parroquia española del municipio de Abegondo, en la provincia de La Coruña, Galicia.

## Organización territorial
La parroquia está formada por once entidades de población, constando ocho de ellas en el nomenclátor del Instituto Nacional de Estadística español:
- A Braña
- Aldea de Abajo (A Aldea de Abaixo)
- Aldea de Arriba (A Aldea de Arriba)
- Bao (O Vao)
- Beche
- Cancela
- Coedo
- Iglesia (A Igrexa)
- Lameira (A Lameira)
- Travesa (A Travesa)
- Vilar

## Demografía
| Gráfica de evolución demográfica de Folgoso entre 2000 y 2022 |
|                                                               |
| Datos según el nomenclátor publicado por el INE.              |